# Spermatofor
Spermatofor je pouzdro či hmota, tvořená samci různých živočišných druhů, obsahující spermie, jež je v průběhu kopulace vcelku přeneseno do samičího pohlavního ústrojí. Může obsahovat výživu pro samičku, až na výjimky není však výživová hodnota příliš vysoká.

## Bezobratlí
Spermatofor je obvyklý u pavoukovců. U rozličných druhů hmyzu spermatofor navíc obklopuje bílkovinný spermatofylax; ten má za úkol zabránit samičce v kontrole nad inseminací, čímž umožňuje úplný přenos spermatu ze spermatoforu.

## Hlavonožci
Většina hlavonožců používá k oplodňování samic specializované rameno zvané hektokotylus. Spermatofory chobotnice velké jsou asi metr dlouhé. Složitý hydraulický mechanismus uvolňuje spermie ze spermatoforu a samice si je ukládá dovnitř svého těla.
U některých hlavonožců, například u rodu argonaut, je rameno odvrhovací a schopné samostatného pohybu. Dokáže přežívat delší čas v těle samice – natolik, že je Georges Cuvier, který je pojmenoval hektokotylus, mylně považoval za parazitujícího červa. V některých případech mohou být v těle jedné samice současně přítomny spermatofory vícero samců.

## Obratlovci
Některé druhy obratlovců se taktéž rozmnožují za pomoci spermatoforu. Samci mnoha druhů čolků a mloků vytvářejí spermatofor. Samičky se mohou rozhodnout, zda jej přijmou, rozhodnutí závisí na úspěchu samce při páření.